# Zrąb arakański
Zrąb arakański – jednostka geologiczna typu fałdowego (pasmo fałdowe) na Półwyspie Indochińskim, środkowa część pasma fałdowego Birmy.
Zrąb arakański ma ogólny przebieg południkowy. Od zachodu graniczy z zapadliskiem przedarakańskkim, a od wschodu z rowem tektonicznym Irawadi.
Obejmuje część Birmy i zachodnią część Półwyspu Indochińskiego.
Tworzy Góry Arakańskie o budowie zrębowej, wypiętrzone w późnym trzeciorzędzie.
Zbudowany jest ze skał osadowych typu utworów fliszowych o dużych miąższościach, silnie sfałdowanych i częściowo zmetamorfizowanych w mezozoiku.